# Seznam medailistů na mistrovství Evropy – oštěp
Toto je kompletní seznam medailistů v hodu oštěpem na mistrovství Evropy v atletice mužů od roku 1934 do současnosti.

## Muži
- od roku 1986 nový typ oštěpu

| Rok  | Místo     | Zlato                            | Výkon vítěze                     | Stříbro                          | Bronz                            |
| ---- | --------- | -------------------------------- | -------------------------------- | -------------------------------- | -------------------------------- |
| 1934 | Turín     | Matti Järvinen                   | 76,66                            | Matti Sippala                    | Gustav Sule                      |
| 1938 | Paříž     | Matti Järvinen                   | 76,87                            | Yrjö Nikkanen                    | József Várszegi                  |
| 1946 | Oslo      | Lennart Atterwall                | 68,74                            | Yrjö Nikkanen                    | Tapio Rautavaara                 |
| 1950 | Brusel    | Toivo Hyytiäinen                 | 71,26                            | Per-Arne Berglund                | Ragnar Ericzon                   |
| 1954 | Bern      | Janusz Sidło                     | 76,35                            | Vladimir Kuzněcov                | Soini Nikkinen                   |
| 1958 | Stockholm | Janusz Sidło                     | 80,18                            | Egil Danielsen                   | Gergely Kulcsár                  |
| 1962 | Bělehrad  | Jānis Lūsis                      | 82,04                            | Viktor Cybulenko                 | Wladyslaw Nikiciuk               |
| 1966 | Budapešť  | Jānis Lūsis                      | 84,48                            | Wladyslaw Nikiciuk               | Gergely Kulcsár                  |
| 1969 | Athény    | Jānis Lūsis                      | 91,52 RM starý typ oštěpu        | Pauli Nevala                     | Janusz Sidło                     |
| 1971 | Helsinky  | Jānis Lūsis                      | 90,68                            | Jânis Donins                     | Wolfgang Hanisch                 |
| 1974 | Řím       | Hannu Siitonen                   | 89,58                            | Wolfgang Hanisch                 | Terje Thorslund                  |
| 1978 | Praha     | Michael Wessing                  | 89,12                            | Nikolaj Grebněv                  | Wolfgang Hanisch                 |
| 1982 | Athény    | Uwe Hohn                         | 91,34                            | Heino Puuste                     | Detlef Michel                    |
| 1986 | Stuttgart | Klaus Tafelmeier                 | 84,76                            | Detlef Michel                    | Viktor Jevsjukov                 |
| 1990 | Split     | Steve Backley                    | 87,30                            | Viktor Zajcev                    | Patrik Bodén                     |
| 1994 | Helsinky  | Steve Backley                    | 85,20                            | Seppo Räty                       | Jan Železný                      |
| 1998 | Budapešť  | Steve Backley                    | 89,72 RM nový typ oštěpu         | Mick Hill                        | Raymond Hecht                    |
| 2002 | Mnichov   | Steve Backley                    | 88,54                            | Sergej Makarov                   | Boris Henry                      |
| 2006 | Göteborg  | Andreas Thorkildsen              | 88,78                            | Tero Pitkämäki                   | Jan Železný                      |
| 2010 | Barcelona | Andreas Thorkildsen              | 88,37                            | Matthias de Zordo                | Tero Pitkämäki                   |
| 2012 | Helsinky  | Vítězslav Veselý                 | 83,72                            | Valerij Ijordan                  | Ari Mannio                       |
| 2014 | Curych    | Antti Ruuskanen                  | 88,01                            | Vítězslav Veselý                 | Tero Pitkämäki                   |
| 2016 | Amsterdam | Zigismunds Sirmais               | 86,66                            | Vítězslav Veselý                 | Antti Ruuskanen                  |
| 2018 | Berlín    | Thomas Röhler                    | 89,47                            | Andreas Hofmann                  | Magnus Kirt                      |
| 2020 | Paříž     | zrušeno kvůli pandemii covidu-19 | zrušeno kvůli pandemii covidu-19 | zrušeno kvůli pandemii covidu-19 | zrušeno kvůli pandemii covidu-19 |
| 2022 | Mnichov   | Julian Weber                     | 87,66                            | Jakub Vadlejch                   | Lassi Etelätalo                  |
| 2024 | Řím       | Jakub Vadlejch                   | 88,65                            | Julian Weber                     | Oliver Helander                  |

## Ženy
- nový typ oštěpu od roku 2002

| Rok  | Místo     | Zlato                            | Výkon vítěze                     | Stříbro                          | Bronz                            |
| ---- | --------- | -------------------------------- | -------------------------------- | -------------------------------- | -------------------------------- |
| 1938 | Vídeň     | Lisa Geliusová                   | 45,58                            | Suse Pastoorsová                 | Luise Krügerová                  |
| 1946 | Oslo      | Klavdija Majučajová              | 46,25                            | Ljudmila Anokinová               | Johanna Koningová                |
| 1950 | Brusel    | Natalja Smirnická                | 47,55                            | Herma Baumová                    | Galina Zybinová                  |
| 1954 | Bern      | Dana Zátopková                   | 52,91                            | Virve Roolaidová                 | Naděžda Koňajevová               |
| 1958 | Stockholm | Dana Zátopková                   | 56,02                            | Birutė Zalogaitytėová            | Jutta Neumannová                 |
| 1962 | Bělehrad  | Elvīra Ozoliņa                   | 54,93                            | Maria Diaconescu                 | Alevtina Šastitková              |
| 1966 | Budapešť  | Marion Lüttgeová                 | 58,74                            | Mihaela Peneșová                 | Valentina Popovová               |
| 1969 | Athény    | Angéla Némethová                 | 59,76                            | Magda Vidosová                   | Valentina Evertová               |
| 1971 | Helsinky  | Daniela Jaworská                 | 61,00                            | Ameli Koloskaová                 | Ruth Fuchsová                    |
| 1974 | Řím       | Ruth Fuchsová                    | 67,22                            | Jacqueline Todtenová             | Nataša Urbančičová               |
| 1978 | Praha     | Ruth Fuchsová                    | 69,16                            | Tessa Sandersonová               | Ute Hommolaová                   |
| 1982 | Athény    | Anna Verouliová                  | 70,02                            | Antje Kempeová                   | Sofia Sakorafová                 |
| 1986 | Stuttgart | Fatima Whitbreadová              | 76,32 RM                         | Petra Felkeová                   | Beate Petersová                  |
| 1990 | Split     | Päivi Alafranttiová              | 67,68                            | Karen Forkelová                  | Petra Felkeová                   |
| 1994 | Helsinky  | Trine Hattestadová               | 68,00                            | Karen Forkelová                  | Felicia Tileaová                 |
| 1998 | Budapešť  | Tanja Damaskeová                 | 69,10                            | Taťjana Šikolenková              | Mikaela Ingbergová               |
| 2002 | Mnichov   | Mirela Manjaniová                | 67,47                            | Steffi Neriusová                 | Mikaela Ingbergová               |
| 2006 | Göteborg  | Steffi Neriusová                 | 65,82                            | Barbora Špotáková                | Mercedes Chillaová               |
| 2010 | Barcelona | Linda Stahlová                   | 66,81                            | Christina Obergföllová           | Barbora Špotáková                |
| 2012 | Helsinky  | Vira Rebryková                   | 66,86                            | Christina Obergföllová           | Linda Stahlová                   |
| 2014 | Curych    | Barbora Špotáková                | 64,61                            | Tatjana Jelačová                 | Linda Stahlová                   |
| 2016 | Amsterdam | Taccjana Chaladovičová           | 66,34                            | Linda Stahlová                   | Sara Kolaková                    |
| 2018 | Berlín    | Christin Hussongová              | 67,90                            | Nikola Ogrodníková               | Liveta Jasiūnaitė                |
| 2020 | Paříž     | zrušeno kvůli pandemii covidu-19 | zrušeno kvůli pandemii covidu-19 | zrušeno kvůli pandemii covidu-19 | zrušeno kvůli pandemii covidu-19 |
| 2022 | Mnichov   | Elina Tzengková                  | 65,81                            | Adriana Vilagošová               | Barbora Špotáková                |
| 2024 | Řím       | Victoria Hudsonová               | 64,62                            | Adriana Vilagošová               | Marie-Therese Obstová            |